# Anaspis guineensis
Anaspis guineensis es una especie de coleóptero de la familia Scraptiidae.

## Distribución geográfica
Habita en  el oeste de África.